# غورديا
غورديا (تُكتب أيضًا جورديا وكرديه) كانت سيدة نبيلة إيرانية مؤثرة من آل مهران، وكانت في البداية أخت وزوجة القائد العسكري المتميز بهرام جوبين، ثم زوجة فيستهم من أسرة إسباهبودان، وفي النهاية زوجة آخر إمبراطور ساساني بارز كسرى الثاني.